# Die Blechpiraten
Die Blechpiraten ist ein US-amerikanischer Actionfilm aus dem Jahr 1974. Regie führte H. B. Halicki, der auch das Drehbuch schrieb, als Produzent fungierte und die Hauptrolle spielt.

## Handlung
Der Versicherungsdetektiv Maindrian Pace und sein Team führen ein Doppelleben als unaufhaltsame Autodiebe. Dabei kommt ihm sein eigentlicher Beruf sehr gelegen, denn Pace klaut nie unversicherte Autos. Als ein südamerikanischer Drogenboss Pace dafür bezahlt, 48 Autos für ihn zu stehlen, hat der Dieb alle zusammen bis auf einen 1973er Ford Mustang. Doch auch diesen zu bekommen, stellt für den cleveren Dieb eigentlich kein Problem dar und das gesuchte Exemplar ist auch schnell gefunden. Als sich Pace darauf vorbereitet, den Wagen in Long Beach zu stehlen, weiß er nicht, dass sein Schwager ihn nach einem geschäftlichen Disput längst bei den Cops verpfiffen hat. Die Polizei wartet also auf ihn, doch so einfach lässt sich Pace nicht schnappen und es beginnt eine gnadenlose Verfolgungsjagd, die Pace durch gleich fünf Städte führt.

## Auswertung
Die Blechpiraten feierte am 17. Juli 1974 seine Premiere in den USA. in den bundesdeutschen Kinos lief der Film erstmals am 20. Februar 1976.

## Kritik
„Langatmige Hatz auf einen gerissenen Autodieb, der schließlich dem Großaufgebot der Polizei doch noch entkommt. Der Technikwestern gipfelt in einer Zeitlupensequenz, in der der verfolgte gelbe Mustang in kühnem Sprung über mehrere Wracks in die Freiheit springt: Showdown einer Auto-Oper.“

## Neuverfilmung
Im Jahr 2000 wurde der Stoff unter dem Titel Nur noch 60 Sekunden von Dominic Sena mit Nicolas Cage erneut verfilmt.